# Ocelot wielki
Ocelot wielki, ocelot (Leopardus pardalis) – gatunek drapieżnego ssaka z podrodziny kotów (Felinae) w obrębie rodziny kotowatych (Felidae), jeden z kilku gatunków swego rodzaju. Długość głowy i tułowia od 72,6 do 100 cm, ogona 25,5 do 41 cm, masa do 15,5 kg, samce większe od samic. Ma cętkowane futro o zróżnicowanych barwach. Cechuje się szerokim zasięgiem występowania od Meksyku po Argentynę, zasiedla różne siedliska leśne, ale też krzewiaste i sawannę. Świetnie wspina się po drzewach, polując jednak raczej na ziemi na myszowate i inne gryzonie, naczelne, szczerbaki i inne ssaki, ptaki, gady. Poluje zwłaszcza w nocy. Po około osiemdziesięciodniowej ciąży samica wydaje na świat miot liczący 1–4 noworodki, najczęściej jednego. Pomimo niszczenia siedlisk i nielegalnych polowań jest gatunkiem najmniejszej troski.

## Budowa

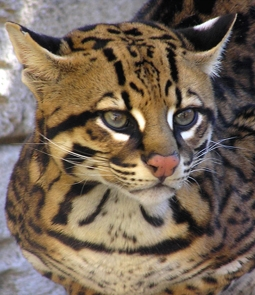
Zwierzę nosi cętkowate futro

Jest to kotowaty średniej wielkości. Długość głowy i tułowia ocelota wielkiego wynosi od 72,6 do 100 cm, czemu towarzyszy krótki ogon długości 25,5 do 41 cm. Są to rozmiary większe niż u innych przedstawicieli rodzaju ocelot, podobne lub nieco większe do osiąganych przez złotokota afrykańskiego. Masa ciała ocelota wielkiego wynosi u samców od 7 do 15,5 kg, u samic zaś od 6,6 do 11,3 kg. Tak więc samce są cięższe i większe od samic.
Skórę zwierzęcia pokrywa futro o zróżnicowanym kolorze. Podstawowa barwa może być kremowa, garbowanożółta, czerwonoszara bądź też szara. Widnieją na niej cętki pełne bądź otwarte ciemniejszej barwy, czasami wydłużone w poprzeczne linie. Plamy zbiegają się na szyi zwierzęcia w pręgi. Brzuszna strona ciała ssaka jest biaława z rzadszymi ciemniejszymi plamkami. Ciemne pasy pokrywają również górną część ogona. Futro ogólnie jest krótkie i gładkie. 
Na głowie sterczą zaokrąglone uszy o ciemnych tylnych stronach. W środku widnieje na nich biała plama. 
Pazury przednich łap są większe niż pazury tylnych łap.

## Systematyka

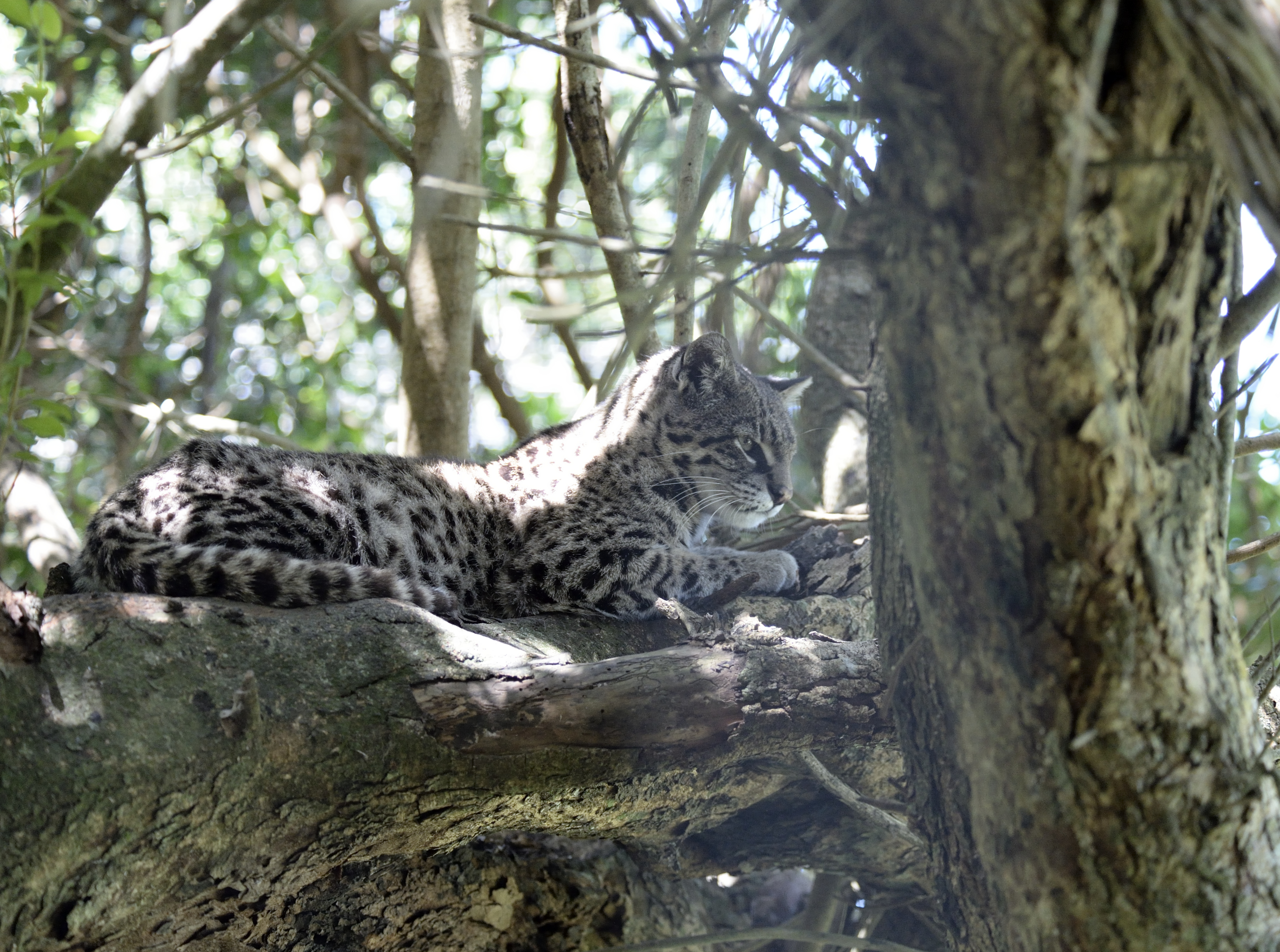
Do rodzaju ocelot należy szereg innych gatunków, w tym ocelot argentyński

Gatunek po raz pierwszy zgodnie z zasadami nazewnictwa binominalnego opisał w 1758 roku szwedzki przyrodnik Karol Linneusz nadając mu nazwę Felis pardalis. Holotyp pochodził ze stanu Veracruz, w Meksyku.
Najnowsze analizy filogenetyczne oparte na mtDNA wykazują, że L. pardalis dzieli się na cztery główne grupy geograficzne. Populacje z Ameryki Środkowej i południowej Ameryki Południowej tworzą monofiletyczne grupy, natomiast populacje z północnej Ameryki Południowej dzielą się na dwa odrębne, rodowe klastry. Jeden klaster geograficzny znajduje się w północnej północno-wschodniej Ameryce Południowej (Gujana Francuska i północna Brazylia), natomiast drugi w Ameryce Środkowej i północnej północno-zachodniej Ameryce Południowej (Panama, Trynidad, Wenezuela i północna Brazylia). Badania morfometryczne sugerują, że w obrębie L. pardalis mogą występować dwa odrębne gatunki (pardalis i mitis), ale wymaga to dalszych badań. Tradycyjnie uznawano dziesięć podgatunków, ale analizy z 2017 roku obniżyły tę liczbę do dwóch. Również autorzy Illustrated Checklist of the Mammals of the World rozpoznają dwa podgatunki.

### Etymologia
- Leopardus: gr. λεοπαρδος leopardos „lampart, pantera”[42].
- pardalis: gr. παρδαλις pardalis „lampart”[43].
- mitis: łac. mitis „łagodny, niegroźny”[44].

## Tryb życia

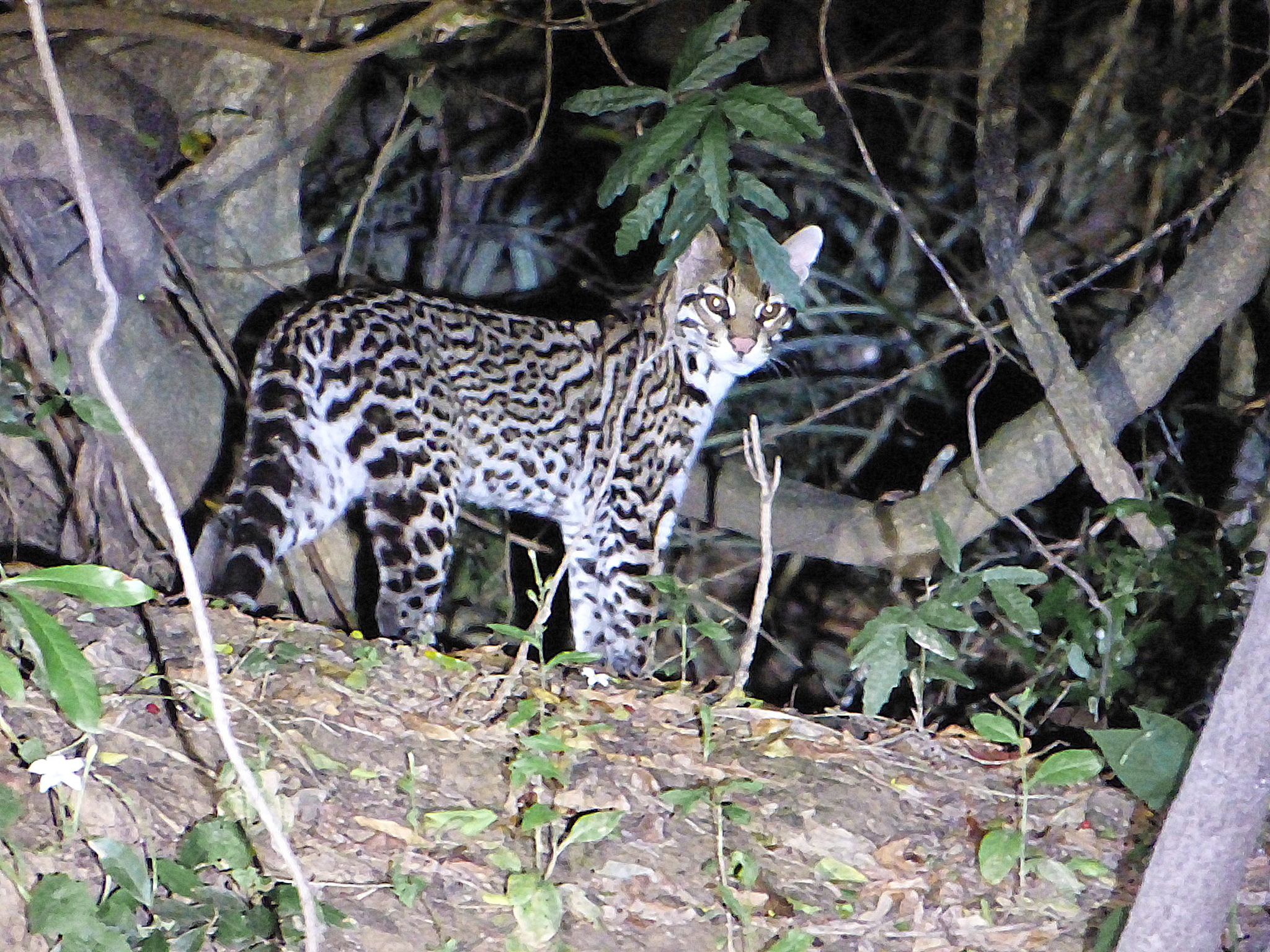
Ocelot wielki (tutaj podgatunek L. p. mitis) jest aktywny głównie nocą

Ocelot wielki wiedzie samotny tryb życia, jest zwierzęciem skrytym.
Ssak ten wiedzie nocny tryb życia, kiedy to poluje i kiedy aktywna jest jego zdobycz. Aktywny jest na dobę przez 14 godzin. W nocy też przemierza lasy, rzadziej otwarte miejsca, w poszukiwaniu zwierzyny bądź nieruchomo na nią wyczekuje. Dzień spędza bardziej na odpoczynku, a spoczywa zwykle rankiem i późnym popołudniem, umieszczając się pod korzeniami drzew, wśród gałęzi czy też pnączy. Wstaje około godzinę przed zachodem słońca. Niemniej aktywność ocelota wielkiego za dnia nie stanowi wielkiego wyjątku. Wzrasta ona jednak po zmroku, jak wykazują choćby badania wenezuelskie, spada zaś po świcie. Za dnia bardziej aktywny jest ten kotowaty na terenach bardziej wilgotnych i kiedy chmury zakrywają słońce. Niemniej za dnia poluje na ptaki, legwany czy niewielkie małpy szerokonose. W razie potrzebie potrafi też tryb życia zmienić. W Peru opisywano samicę, która, chcąc wykarmić swoje pojedyncze młode, polowała przez jedną dobę w czasie 17 godzin. Opisywano również samca, który podczas 34 kolejnych godzin aż 31 poświęcił na marsz. Ogólnie większość swej aktywności ocelot wielki poświęca na chód. Chodzi dosyć wolno, osiąga zwykle prędkość pomiędzy 0,3 a 1,4 km na godzinę. Przemierza zwykle zajmowany przez siebie obszar, przy czym samce podróżują dalej niż samice, zajmując także większy teren. Odległość przemieszczania się samicy przez jedną noc wynosi 3,8 km, podczas gdy samiec przebywa 2 razy tyle. Niekiedy stworzenia te idą bez przerwy, niekiedy robią sobie przerwy trwające od pół godziny do godziny, kiedy to siedzą i oczekują na pojawienie się zdobyczy. Odległości przymierzane przez te koty zależą także od pory roku, mianowicie w porze deszczowej były one od 18 do 24% mniejsze. 
Pojedynczy osobnik zajmuje różną powierzchnię zależną od miejsca. Dla różnych badań było to od 0,8 do 15,6–16 km², jeśli chodzi o samice, natomiast pomiędzy 3,5 a 17,7 km², a nawet 43 km², jeżeli chodzi o samce. Największe liczby pochodzą z lasów podzwrotnikowych Brazylii i Argentyny, najniższe z Teksasu, peruwiańskiej Amazonii, pantanalu w Brazylii i Chaco w Boliwii. Badania z Belize pokazały 26,09 km² zajmowanych przez samca i 18,91 km² przez samicę (N = 5). Większe obszary zwierzęta użytkowały w porze suchej. W przypadków samców jedna jedenasta tej powierzchni zachodziła na terytorium sąsiada. Wartość ta była większa w przypadku dwu samic, wynosząc 21%, największa zaś w przypadku samca i jego głównej samicy, aż 56%, znacznie mniej, jeśli chodzi o samca z inną samicą, bowiem 16%. Z drugiej strony w przypadku samicy liczby te wynosiły 58 i 3%.
Tym samym i zagęszczenie różni się w zależności od miejsca, rosnąc z opadami deszczu i malejąc z szerokością geograficzną oraz z kłusownictwem ludzkim. Najniższe wyniki uzyskiwano w Meksyku i Belize oraz w kaatindze na północnym wschodzie Brazylii. Na południu Brazylii uzyskano niskie wyniki 13,7 osobnika na 100 km². W Wenezueli było to 40 ocelotów wielkich na 100 km², natomiast w peruwiańskiej Amazonii aż 80 osobników na 100 km². Taki wysoki wynik wpływa negatywnie na zagęszczenie innych mniejszych kotowatych. Ogólnie wyniki leżą między 2,5 a 100 ocelotów wielkich na 100 km².
Ciąża ocelota wielkiego trwa od 79 do 82 dni, co badacze oceniają jako długo. Następnie samica wydaje na świat miot liczący 1–4 noworodki ze średnią 1,4, najczęściej pojedyncze kocię ważące jakieś ćwierć kilograma. Rośnie ono powoli. W wieku 3 miesięcy zaczyna podążać za matką. Jeszcze przez kilka następnych miesięcy będzie zależeć od zdobywanego przez nią pokarmu. Masę dorosłego ocelota wielkiego osiąga młode w wieku od 24 do 30 miesięcy. Oddala się następnie na odległość od 2,5 do 30 km. Samica jest w stanie rodzić co 2 lata. Starsza licząca 8 lat samica może wydać na świat od 4 do 6 młodych. Na wolności ocelot wielki dożywa prawdopodobnie około 10 lat, mimo że w niewoli potrafi żyć 2 razy dłużej.

## Rozmieszczenie geograficzne
Gatunek charakteryzuje się szerokim zasięgiem występowania. Na północy sięga Teksasu z dwiema izolowanymi populacjami i Arizony, zajmując dalej tereny przez Meksyk i Amerykę Środkową, a następnie większość krajów Ameryki Południowej poza Chile (w Urugwaju wyłącznie przy brazylijskiej granicy), by dosięgnąć na południu Argentyny. Tereny występowania gatunku leżą na wysokości od poziomu morza do 1200–3000 m.
Ocelot wielki występuje w Ameryce zamieszkując w zależności od podgatunku:
- L. pardalis pardalis – południowy Meksyk przez Amerykę Środkową.
- L. pardalis mitis – Ameryka Południowa od Kolumbii przez Gujanę, Andy i Amazonię, na południe do północnej Argentyny; granice z podgatunkiem nominatywnym pardalis są niepewne, a ten podgatunek może sięgać dalej na północ do Ameryki Środkowej.

## Ekologia

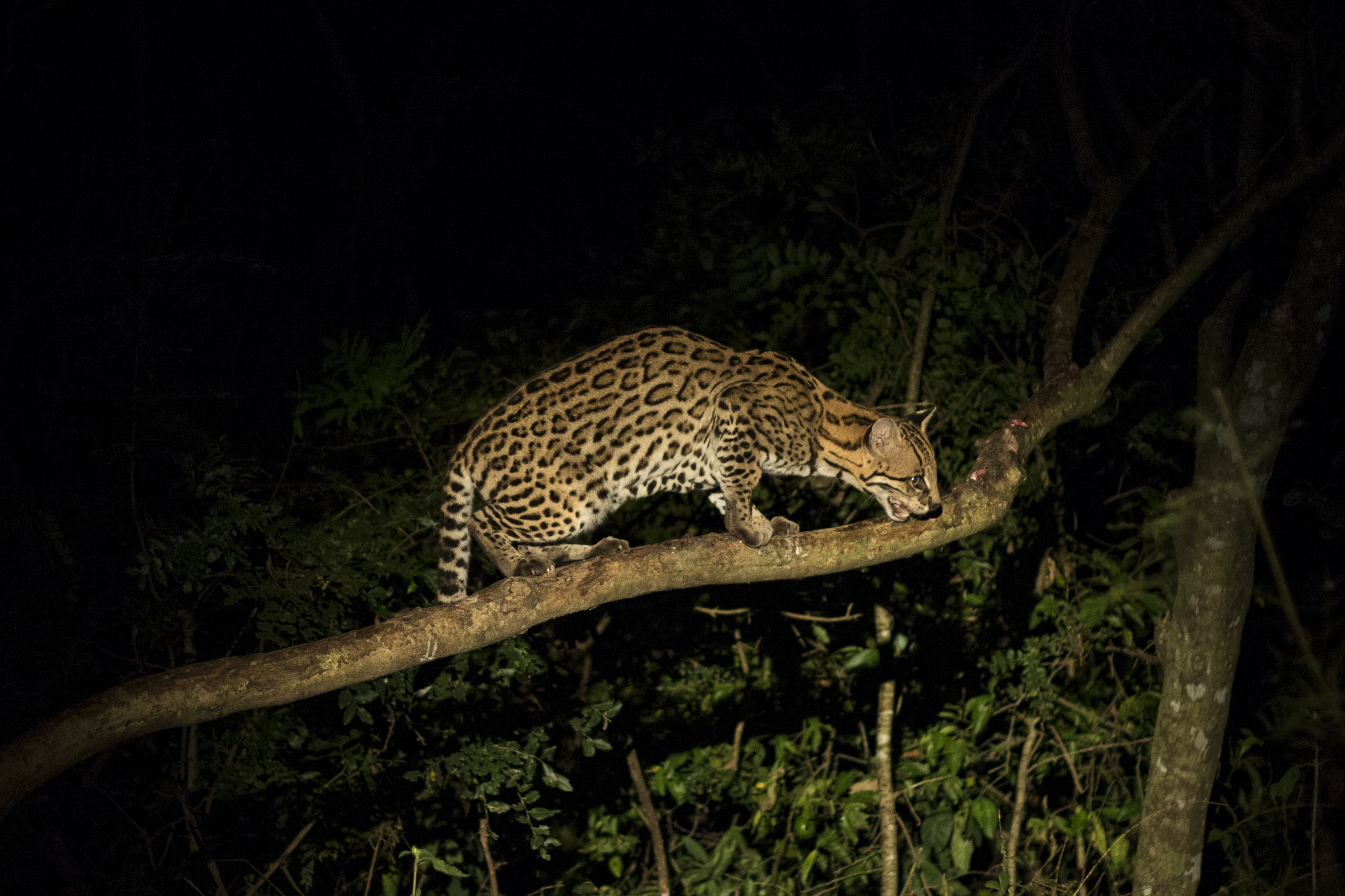
Ocelot poluje i przemierza lasy zwłaszcza w nocy

Ocelot wielki, ciesząc się szerokim zasięgiem występowania, zasiedla siłą rzeczy różnorodne siedliska tropikalne i podzwrotnikowe. Na północy sięga gęstego ciernistego chaparralu na południu Teksasu. W Belize zamieszkuje wilgotne podzwrotnikowe lasy. W Peru zajmuje niskie lasy nadrzeczne, zroszone obfitymi opadami deszczu. W Wenezueli zamieszkuje lasy galeriowe i tereny porosły drzewami i krzakami, także kolczastymi krzewami i sawanny. W Brazylii zasiedla częściowo zrzucające liście lasy i sezonowo zalewane bagniska pantanalu aż do lasów podzwrotnikowych na południu tego kraju. Bytuje w lasach iglastych, górskich i wtórnych. Jednakże w każdym z tych siedlisk ocelot wielki zależny jest od gęstej pokrywy roślinnej. Zwierzę to odpoczywa za dnia wśród pnączy, stosów gałęzi, pod korzeniami czy powalonymi drzewami, choć zdarzało się mu i na betonie. 
Ocelot wielki najobficiej występuje w niskich szerokościach geograficznych i gęstość jego zwiększa się z obfitymi opadami deszczu. Zagęszczenie wynosi 11,24–12,45 ocelotów wielkich na 100 km² (metoda bazująca na promieniu areału), 25,88 na 100 km² (kamery-pułapki) czy 12,61 na 100 km² (kamery tropiące). Wysokie zagęszczenie ocelota wielkiego wpływa negatywnie na zagęszczenie innych, mniejszych kotowatych. Wzorzec zagęszczenia ocelota wielkiego przypomina wzorce spotykane u pumy płowej czy jaguara, nie obserwowano jednak negatywnego wpływu tych znacznie większych kotowatych na ocelota wielkiego. Z drugiej strony ocelot wielki ujemnie wpływa na ocelota nadrzewnego.

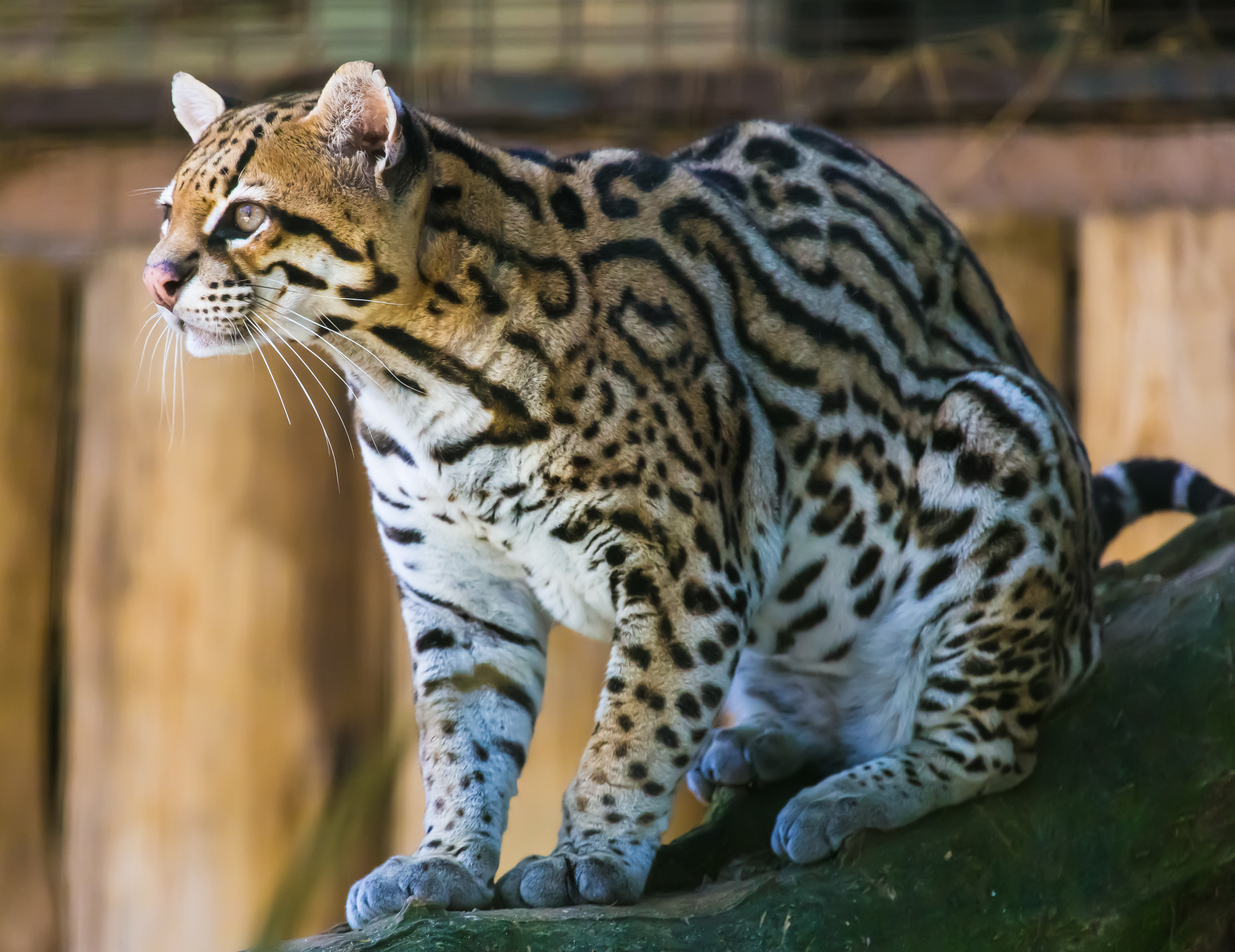

Kotowate są hipermięsożercami, ograniczającym się w zasadzie do pokarmu mięsnego. Ulubioną zdobyczą ocelota wielkiego są naziemne nocne gryzonie o masie ciała do 1 kg. Wśród kotowatych obserwuje się bowiem pewną prawidłowość: najwięksi przedstawiciele rodziny, jak lew, tygrys, jaguar, polują często na duże roślinożerne ssaki, znacznie większe od siebie, podczas gdy mniejsze kotowate zadowalają się jeszcze mniejszą, ustępującą sobie rozmiarami zdobyczą. Tak więc osiągający kilkanaście kilogramów ocelot wielki poluje na mniej niż jednokilogramowe gryzonie. Oprócz rozmaitych myszowatych (jak Nectomys, Holochilus, Thaptomys, Brucepattersonius, Akodon, Oligoryzomys, Necrodon) zwierzę pożera także wiewiórkowate i kawiowate. Z innych rzędów zwierząt nie pogardza królikami i niewielkimi naczelnymi, przedstawicielami rodzin pazurkowcowatych i płaksowatych, jak kapucynka czubata, wyjcami Alouatta clamitans, muriki północny. Prócz ssaków łożyskowych poluje także na dydelfowate, niewielkie torbacze same będące często małymi myśliwymi, jak oposik małostopy czy monodelf. Niekiedy jednak zdarza się ocelotowi wielkiemu zapolować również na większą zdobycz. Na niektórych obszarach zdobycz o masie powyżej 800 g może nawet stanowić większość ocelociej zdobyczy. Mogą to być aguti i akuczi, paka, tamandua, (tamandua północna) liściożery (leniwiec pstry), pancernikowce, jak pancernik dziewięciopaskowy, ursonowate, kinkażu żółty, młode pekariowce obrożne, a nawet mazamy (mazama ruda, Mazama guazoubira) czy mulak białoogonowy (prawdopodobnie padlinożerność bądź ataki jedynie dorosłych samców). Młode legwanowate czy lądowe kraby z rodziny Trichodactylidae stanowią istotny składnik pokarmu ocelota wielkiego tylko na niektórych obszarach. Istnieją także doniesienia o ocelotach wielkich polujących na gołębie, kusacze, czubacze, Dryocopus, połozowate, amfisbeny, płazy bezogonowe, ryby a nawet i owady. Zjada też jaja. Wedle badań z południa Brazylii we wszystkich próbkach kału obecne były pozostałości ssaków (małych ssaków poniżej 100 g w trzech czwartych, lądowych ssaków w 98%, lądowe 60%) stanowiące 78% (małe ssaki 51%), ptaki obecne były w 38% i stanowiły 16%, łuskonośne zaś odpowiednio w 12 i 5%. Alouatta clamitans obejmowała ponad 38% zjadanej biomasy, a gryzonie ponad 30%, z czego większość (25%) koendu. Widać tutaj znaczną część zdobyczy nadrzewnej.
Ocelot wielki poluje głównie nocą, za dnia odpoczywając wśród roślin. Przemierza powoli swe leśne ścieżki, wyszukując zdobyczy. Potrafi także siedzieć i oczekiwać na pojawienie się zwierzęcia. Zdarzało się, że zwierzę siedziało w bezruchu od pół godziny do godziny, a następnie szybko przemieszczało się do innego miejsca, gdzie znowuż zamierało w bezruchu. Polowanie zwykle urządza ocelot wielki w gęstej roślinności, niemniej w nocy zdarza mu się polować również na terenach otwartych. Zwierzę nie gardzi zdobyczą wodną, jako że oceloty dobrze pływają, co przydaje się w zamieszkiwanych przez nich częściowo zalewanych środowiskach takich jak brazylijski pantanal.

## Zagrożenia i ochrona

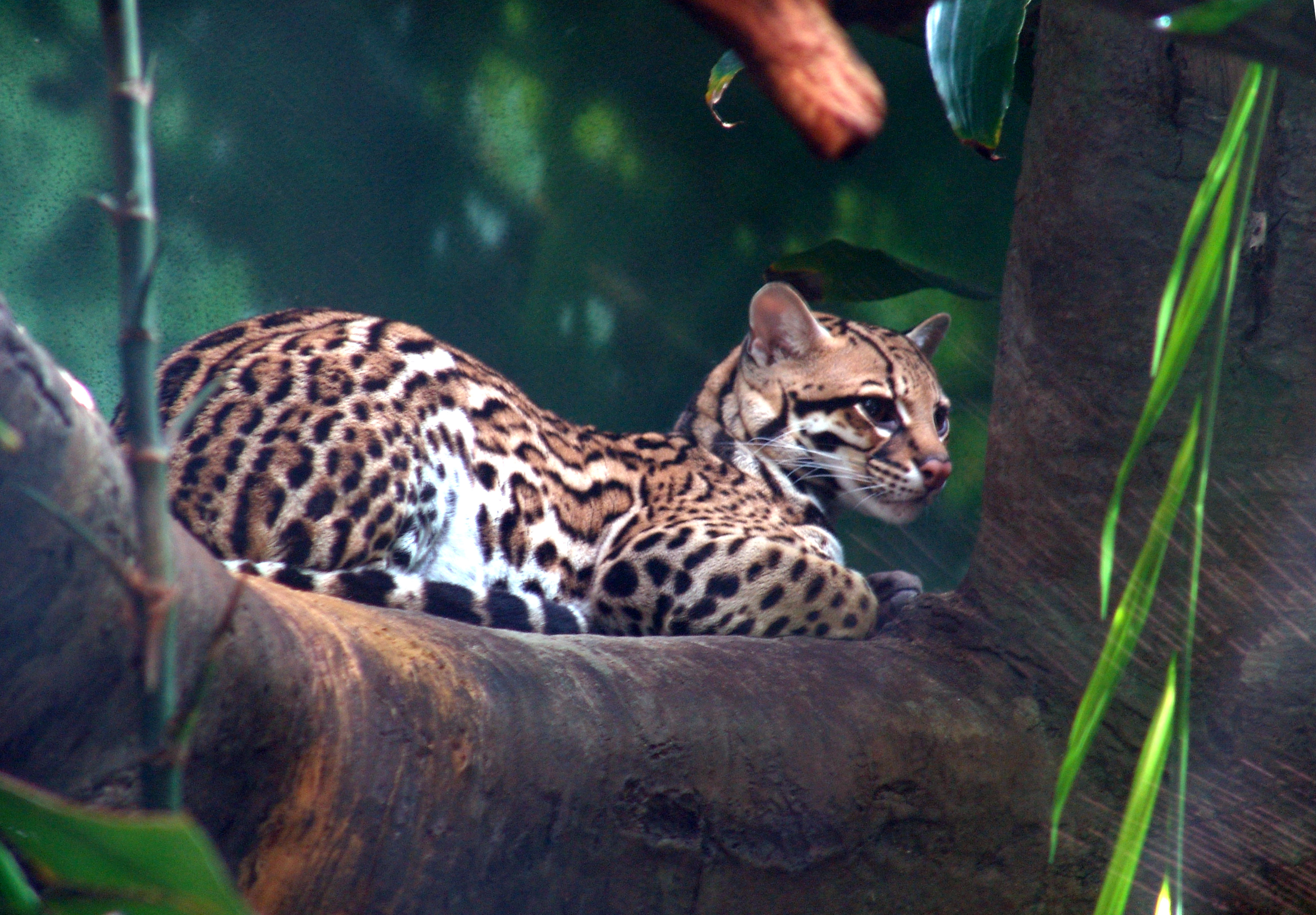
Ocelot wielki bywa hodowany w zoo, jak tutaj w Seattle

Całkowita liczebność ocelota wielkiego spada.
IUCN uznaje ocelota wielkiego za gatunek najmniejszej troski. Po raz pierwszy oceniono go w 1982 jako gatunek narażony na wyginięcie, jeszcze w rodzaju Felis, co powtórzono trzykrotnie aż do oceny w 1996, kiedy to obniżono status do najniższego ryzyka, umieszczając gatunek w rodzaju ocelot. Taką ocenę powtarzano potem również trzy razy, z ostatnią oceną opublikowaną w 2015. IUCN uzasadnia ją szerokim zasięgiem występowania zwierzęcia, będącego najpospolitszym kotowatym obszarów neotropikalnych. Niemniej gatunek jest zagrożony w USA i Meksyku, narażony na wyginięcie w Argentynie, niektórych pozaamazońskich obszarach Brazylii i w Kolumbii. Obejmuje go załącznik pierwszy CITES.
Na północnym krańcu zasięgu, w amerykańskim Teksasie, ocelot wielki doznał największych spadków liczebności. Tam też zmaga się z genetycznymi skutkami izolacji. W obrębie tego stanu przetrwało jakieś 50–80 osobników. W Kolumbii ocelot wielki radzi sobie na plantacjach palmy olejowej i pastwiskach bydła. W Argentynie wyzwania stwarzają mu wyrąb lasów i kłusownictwo, niemniej w państwie tym żyje od półtora do ośmiu tysięcy osobników.
Zagrożenia gatunku obejmują niszczenie siedlisk, w tym wylesianie, polowania, w tym z zemsty za konsumpcję drobiu, a także na futra.
W latach 60. ubiegłego wieku polowania zmniejszyły populację wielkich kotów, także myśliwi przerzucili się celem pozyskania skór na mniejsze kotowate o ciapkowanym futrze, w szczególności na ocelota wielkiego. Tylko w kolejnej dekadzie zabito około 200 000 zwierząt, których skóry przeznaczono na handel. Wprowadzono następnie liczne chroniące zwierzę prawa, zakazywano importu skór, doprowadzając do redukcji tego zjawiska. Międzynarodowy handel zakończył się dopiero, gdy w 1989 zwierzę objęto pierwszym załącznikiem CITES. Niestety nielegalny handel utrzymuje się nadal. Nawet niski poziom polowań może zagrozić populacji, biorąc pod uwagę niski potencjał reprodukcyjny ocelota wielkiego. Polowań zabroniły następujące państwa: Argentyna, Brazylia, Boliwia, Gujana Francuska, Gwatemala, Honduras, Kolumbia, Kostaryka, Meksyk, Nikaragua, Panama, Paragwaj, Stany Zjednoczone, Surinam, Trynidad i Tobago, Urugwaj i Wenezuela. Peru natomiast wprowadziło ograniczenia. Gatunek zasiedla tereny chronione.